# St. Urbanus (Bilme)

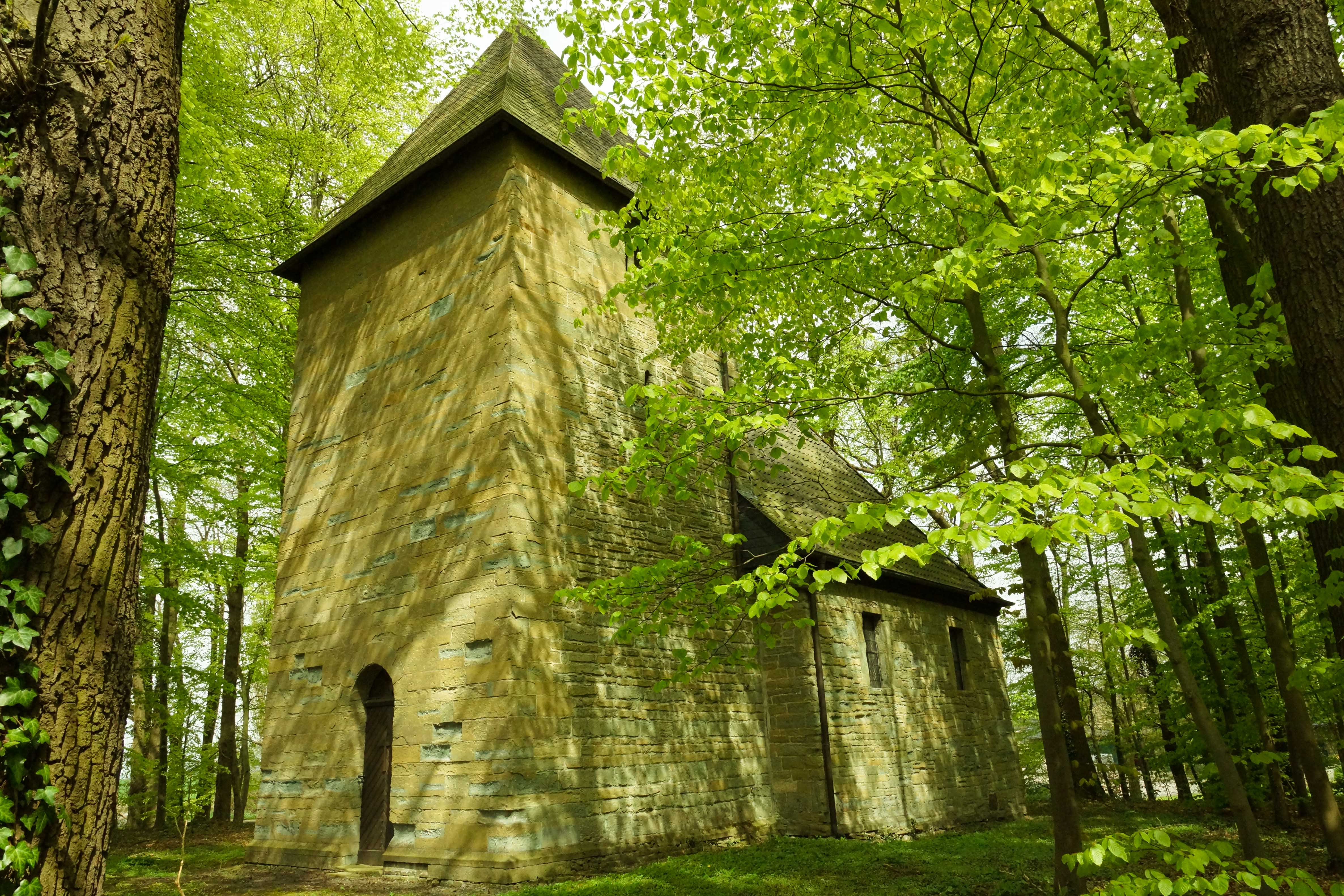
St.-Urbanus-Kapelle in Bilme im April 2015

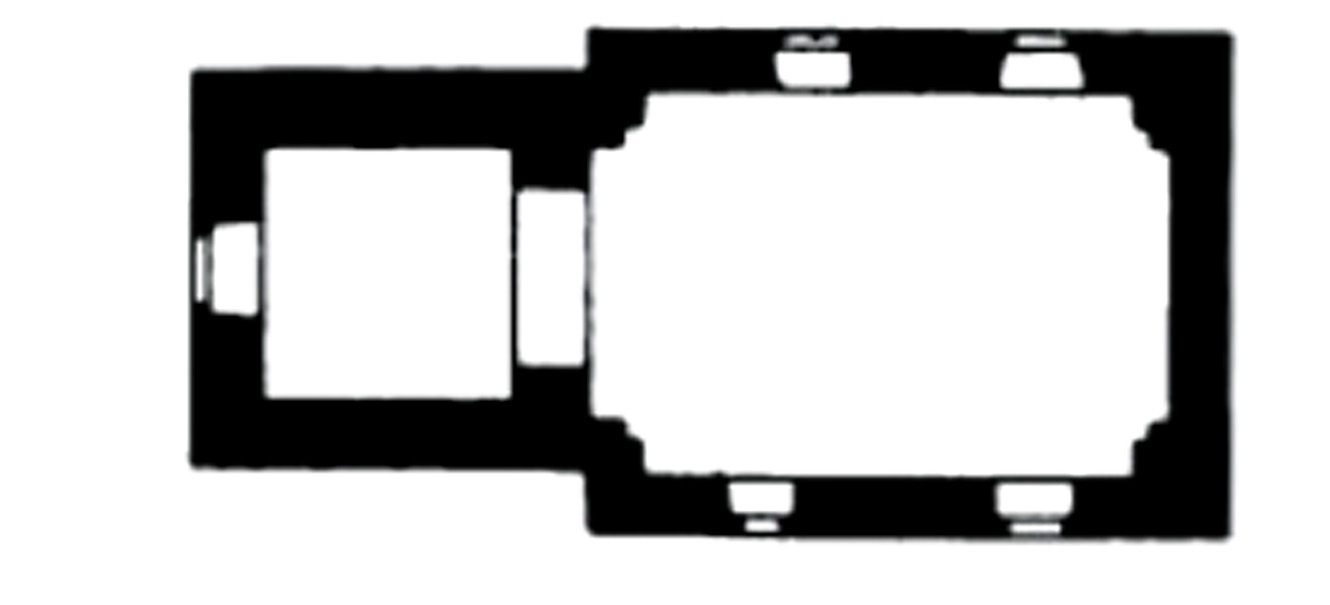
Grundriss von 1907

Die römisch-katholische Kapelle St. Urbanus ist ein denkmalgeschütztes Kirchengebäude in der Bilmer Straße in Bilme, einem Ortsteil von Ense im Kreis Soest (Nordrhein-Westfalen).

## Geschichte und Architektur
Die Kirche wurde 1229 als Grundbesitz des St. Georg-Stifts in Köln erwähnt. Die geistliche Stelle beruhte auf einer Stiftung der Familie von Galen. Die Vikarie war eine Memorialstiftung. Die einzige Aufgabe des Vikares war es, Messen für die Lebenden und Verstorbenen Mitglieder derer von Galen zu lesen.
Die flach geschlossene Saalkapelle des 12. Jahrhunderts steht auf dem Gutshof Küppers (ehemaliger Schultenhof). Sie wurde aus hammerrechtem Grünsandstein errichtet.
Der Westturm ist durch ein schlichtes Rundbogenportal erschlossen; die Schallarkaden besitzen eingestellte Säulchen. Die Fenster wurden 1711 rechteckig vergrößert. Am Nordportal steht ein Tympanon auf Konsolen mit Röllchenfries. Das Altarretabel aus Eichenholz wurde im 18. Jahrhundert angefertigt. Auf ihm stehen eine Pietà und die Figuren der Heiligen Urbanus und Agatha.
Die Glocke im Turm wurde um 1200 gegossen.